# Vivendi
Vivendi est un groupe français spécialisé dans la production de contenus et le divertissement. Il succède à la Compagnie générale des eaux fondée par Napoléon III en 1853.
À l'origine spécialisé dans les services aux collectivités territoriales (eau, transport et environnement) sous le nom de Compagnie générale des eaux (parfois abrégé en « Générale des eaux » ou en CGE), le groupe s'est peu à peu renforcé, à la fin des années 1990, dans les nouvelles technologies sous la présidence de Jean-Marie Messier. Après avoir connu d'importantes difficultés entre 2002 et 2004, le groupe est rebaptisé Vivendi Universal en 2000 puis Vivendi en 2006, il s'est redressé et a repris les opérations de croissance externe pour renforcer ses positions. En 2024, Vivendi se scinde en quatre entités indépendantes cotées : Louis Hachette Group (édition et distribution), Canal+ (médias et télécommunications), Havas (communication) et Vivendi (divertissement et autres participations). Le groupe déclarait subir une décote de conglomérat « très élevée », de près de 45 % selon la banque Barclays,.
Vivendi est présent dans l'industrie musicale avec une participation (10 %) dans Universal Music Group (son principal actionnaire, la famille Bolloré, en détient 18 %), dans l'industrie vidéoludique avec l'éditeur français Gameloft (100 %), dans l'audiovisuel et la production avec Banijay (19,2 %), le groupe italien MediaForEurope (23,8 %) et le groupe espagnol Prisa (9,9 %) ainsi que dans les télécommunications avec le groupe italien TIM (24 %) et le groupe espagnol Telefónica (1,04 %).
Vivendi est dirigé par Yannick Bolloré. Son principal actionnaire est le groupe Bolloré, dirigé par Cyrille Bolloré. Son siège se trouve à Paris.

## Historique

### Un groupe de services plus que centenaire

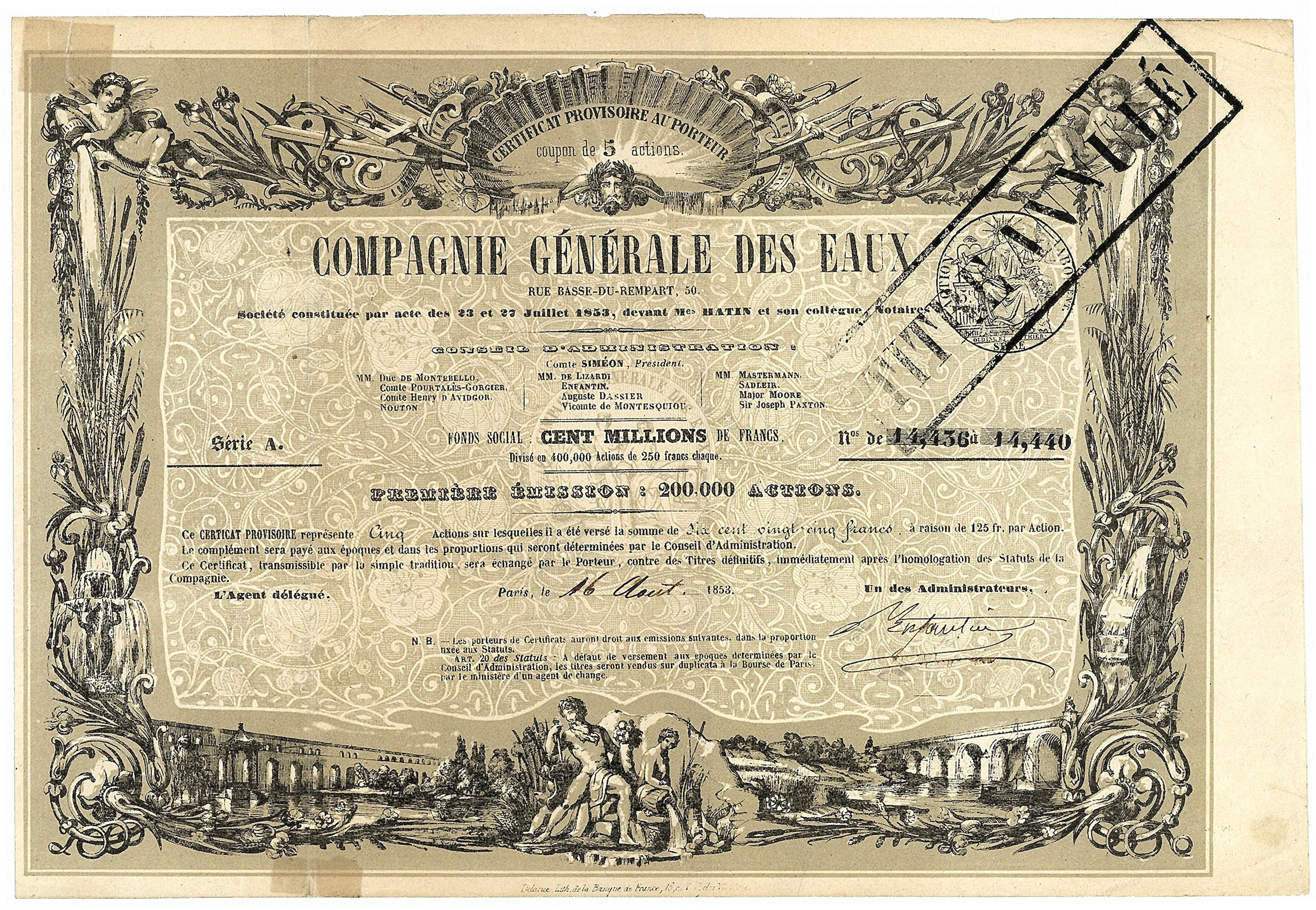
Certificat provisoire de fondation de la Compagnie générale des eaux (CGE) de 5 actions de 125 francs chacune, daté à Paris le 16 août 1853, signé de la main de Barthélemy Prosper Enfantin en tant que directeur. La création de la Compagnie générale des eaux, qui prendra le nom de Vivendi en 1998, découle des idées socialistes du saint-simonien Enfantin.

La Compagnie générale des eaux avait comme ancêtre la Compagnie des eaux de Paris des frères Périer, fondée en 1778, qui fut au cœur des grandes spéculations de la fin du règne de Louis XVI.
Elle naît plus tard du décret impérial de l'empereur des Français Napoléon III, le 14 décembre 1853, la ville de Lyon s'engageant à acheter de l'eau (10 000 m3) à des conditions fixées par avance (17 francs le m³), non révisables sur 20 ans. C'est la première concession d'eau de l'histoire.
À Paris, la Compagnie n'obtient pas la concession, le préfet Haussmann préférant créer un service municipal de production et de distribution de l'eau. Mais la Compagnie générale des eaux ayant racheté les compagnies des eaux de Montmartre et des Batignolles, l'extension du périmètre de Paris, en 1859, conduit l'année suivante à un accord avec la municipalité (régime dit de la « régie intéressée »).

### L'ère Dejouany
De 1976 à 1996, la Compagnie générale des eaux se développe dans de nouveaux métiers sous la présidence de Guy Dejouany. Au début des années 1980, elle se diversifie en investissant dans la gestion des déchets, l'énergie, les transports, la construction et l'immobilier. Elle est alors spécialisée dans les délégations de services publics et les commandes des pouvoirs publics, proche des milieux politiques et dépendante des commandes de l'État et des collectivités territoriales.
En 1983, elle participe à la création de Canal+, la première chaîne de télévision payante en France. En 1989, elle prend le contrôle de la Société générale d'entreprises (SGE), elle commence à investir dans les télécommunications et les médias dans les années 1990 et, en 1996, elle crée Cegetel, une société de téléphonie fixe et mobile, possédant les marques Tam Tam (pager), Le 7 (fixe) et SFR (mobile). Elle entre dans le capital d'AOL Europe. Toutefois, au milieu des années 1990, la Générale des Eaux reste une société qui se concentre sur le marché français.

### Les annéesJ2M
En 1996, Guy Dejouany choisit comme successeur une personne extérieure au groupe : Jean-Marie Messier. Ce jeune associé de Lazard arrive à la tête de la Compagnie générale des eaux le 27 juin. La Générale des Eaux compte alors diverses activités, dont la plus importante est la distribution d’eau. Elle est également présente dans l'électricité, les télécommunications, le bâtiment, la propreté…
S'étant lui-même affublé du surnom J2M, le nouveau président décide d'investir, à un rythme effréné et sous le feu des projecteurs, dans les nouvelles technologies et les médias. Il est rebaptisé ensuite J6M pour « Jean-Marie Messier, Moi-Même, Maître du Monde », appellation attribuée selon lui par l’émission de Canal+, Les Guignols de l'info.

#### La marche forcée vers les médias
En 1997, Messier vend les cliniques de la Compagnie générale des eaux. En avril 1997, la CGE se rapproche d'Havas, lui aussi plus que centenaire, renforçant ainsi sa participation dans Canal+ et acquérant du même coup des actifs dans la publicité et les jeux vidéo.
En 1997, la Compagnie générale des eaux change son nom en Vivendi. Le groupe compte alors deux pôles d'activités, la communication et l'environnement :
- le pôle communication dont les activités sont regroupées dans « Vivendi Communication », comprenant Cegetel, premier opérateur privé de télécommunications, Havas, avec ses pôles jeux vidéo, éditions et presse et le groupe Canal+ ;
- le pôle environnement dont les activités sont regroupées dans « Vivendi Environnement », comprenant notamment la Générale des Eaux, le leader mondial de son secteur, Dalkia, dans l'énergie, CGIS et SGE avec CBC, pour le BTP.

Le désengagement des activités traditionnelles du groupe se poursuit : en 1997, Vivendi cède sa participation de 25 % dans JCDecaux. L'année suivante, il vend SGE, son pôle de construction, qui sera à l'origine de Vinci, et CGIS.
Parallèlement, le groupe continue son expansion dans les médias : il prend en 1999 le contrôle de Pathé (dont il revendra la majeure partie des activités peu après), et fusionne en juin 2000 avec Seagram, maison-mère d'Universal Music Group (PolyGram, MCA Music Entertainment Group) et des studios de cinéma Universal, qui donne naissance à Vivendi Universal.
À cette occasion, Havas est renommé Vivendi Universal Publishing et devient un éditeur de littérature, manuels scolaires, presse et jeux vidéo ; la division jeux vidéo, qui regroupe Blizzard Entertainment et Sierra Entertainment, hérités de Havas, ainsi qu'Universal Interactive, apportée par Seagram, garde le nom de Universal Interactive jusqu'en 2002 puis devient Vivendi Universal Games. Les activités cinématographiques et télévisuelles de Canal+ et des studios Universal sont regroupées au sein de Vivendi Universal Entertainment (média et parcs d'attraction).
Vivendi a obtenu trois milliards de francs « d’exemption fiscale » pour sa fusion avec Pathé en 1999 puis cinq milliards de francs « d’exemption fiscale » lors de la fusion avec Universal.
Le pôle environnement « Vivendi Environnement » est introduit en bourse en juillet 2000, Vivendi conservant plus de 70 % du capital. Vivendi se désengage ensuite progressivement de « Vivendi Environnement » (renommé « Veolia Environnement » en 2003 puis « Veolia » en 2005). Le désengagement complet est achevé en juillet 2006. Veolia se recentre sur l'eau et les services aux collectivités et redevient rentable.

#### La chute de Vivendi
En juillet 2002, Jean-Marie Messier est contraint de démissionner de son poste de président. Vivendi est alors proche de la cessation de paiements, perdant un milliard de dollars par mois, après avoir bénéficié du soutien de grandes banques, dénoncé lors du grand scandale autour des analystes financiers en 2002.
En mars 2003, Vivendi Universal annonce une perte comptable de 23 milliards d'euros alors qu'un an auparavant, son PDG déclarait que la société allait « mieux que bien »,.
L'évolution en bourse de CGE-Vivendi est la suivante :
- 1994 : CGE, 20 €
- 10 mars 2000 : Vivendi Universal, 145,16 €, plus haut niveau atteint
- 16 août 2002 : Vivendi Universal, 8,35 €, plus bas niveau atteint
- décembre 2017 : Vivendi, 22,42 €

### Un groupe recomposé
Jean-René Fourtou est nommé président pendant l'été 2002. Commence alors une réflexion sur la stratégie et l'avenir du groupe ainsi qu'un recentrage par des cessions d'actifs.
Fin 2003, Vivendi Universal revend la société d'édition Vivendi Universal Publishing (hors Vivendi Universal Games) à Lagardère SCA, pour satisfaire ses besoins de liquidités. Seule filiale cessible immédiatement, sa vente permet le rachat des parts de BT Group dans Cegetel pour devenir majoritaire dans l'opérateur de téléphonie mobile SFR.
En 2003, s'avérant un échec, Vivendi Universal Net, qui regroupe les activités internet du groupe, héritage de l'ère Messier et de la bulle Internet, est démantelé. L'essentiel des activités internationales de Canal+ est aussi cédé (Italie, Benelux, Scandinavie…) ou fermé (Maroc). La même année, le groupe initie sa politique de responsabilité sociale de l'entreprise sur trois principes : protéger et accompagner la jeunesse, promouvoir la diversité culturelle et favoriser le partage des connaissances. Ces engagements s’inscrivent dans la démarche initiée en 2000 par les Nations unies, elle s’est notamment concrétisée par la signature du pacte mondial.
En mai 2004, Vivendi Universal vend ses actifs médias américains Vivendi Universal Entertainment à General Electric qui possède déjà le groupe NBC. En échange, Vivendi Universal récupère 20 % du nouveau groupe NBCUniversal (soit le plafond de contrôle par un actionnaire étranger d'un des grands réseaux télévisés aux États-Unis, ici NBC en l'occurrence) et 14 milliards d'euros. Cette participation résiduelle est cédée en janvier 2011, à l'occasion du rachat par Comcast de 51 % de l'entreprise.
En avril 2005, Jean-René Fourtou devient président du conseil de surveillance, le président du directoire étant Jean-Bernard Lévy, jusque-là directeur général.

### Un nouveau départ
Le 20 avril 2006, le groupe reprend le nom de Vivendi.
Après l'importante série de cessions qui a suivi le départ de Jean-Marie Messier, le groupe se renforce dans les télécommunications, la télévision, la musique et les jeux vidéo.
Ceci se caractérise entre autres par la prise de contrôle totale de SFR, détenue avant 2003 à hauteur de 44 %, et par le rachat de Neuf Cegetel, d'AOL France en 2006, de Club Internet et des activités internet de Tele 2 France en 2007.
Dans le domaine musical, Vivendi acquiert en 2007 BMG Music Publishing, anciennement MCA Music Publishing, entité du groupe Bertelsmann qui ne faisait pas partie de la major du disque Sony BMG. Elle est renommée Universal Music Publishing Group.
Vivendi Games fusionne en juillet 2008 avec Activision pour constituer Activision Blizzard, le numéro un mondial des jeux vidéo avec un chiffre d'affaires de 3,330 milliards d'euros en 2010 grâce notamment aux succès de Call of Duty et World of Warcraft.
En novembre 2011, Vivendi rachète et fusionne avec UMG sa concurrente britannique EMI Group pour la somme de 1,2 milliard de livres sterling, renforçant sa suprématie dans le monde de la musique avec plus de 33 % de part de marché mondial. Toutefois, la filiale d'EMI nommée Parlophone est cédée pour 487 millions de livres sterling (570 millions d'euros) à Warner Music Group à la suite des demandes de diverses autorités de la concurrence.
En juin 2012, Jean-Bernard Lévy est remplacé par Jean-François Dubos, à la suite de divergences stratégiques avec Jean-René Fourtou.
En septembre 2012, le groupe Canal+ prend le contrôle des chaînes de télévision Direct 8 et Direct Star auprès du groupe Bolloré, qui en échange, accède à une participation de 4,41 % du capital de Vivendi. Vincent Bolloré en est donc le premier actionnaire en 2013 avec 5 %.
En 2012, le groupe lance le site Cultures With Vivendi avec le slogan, « La culture au cœur du développement durable ».
En juillet 2013, Vivendi, qui possédait 61 % d'Activision Blizzard, a cédé 49 % de ses actions à des actionnaires minoritaires du groupe. Dans le détail, Activision a payé 428 millions d'actions pour la somme de 5,83 milliards de dollars, le reste des parts revenant à un groupe d'investisseurs mené par Robert Kotick lui-même (ex-PDG d'Activision Blizzard), qui débourse 2,34 milliards de dollars pour acheter 172 millions d'actions. Une opération d'un montant total de 8,2 milliards de dollars, soit environ 6 milliards d'euros. Cette vente fait d'Activision Blizzard une compagnie indépendante intégralement contrôlée par Robert Kotick. En octobre 2013, Vivendi ne possède plus que 12 % d'Activision Blizzard. La vente d'Activision permet au groupe de multiplier par 11 son bénéfice net en 2013 à 1,967 milliard d’euros.
En novembre 2013, Vivendi annonce la vente de sa participation de 53 % de Maroc Telecom, groupe ayant des opérations au Burkina Faso, au Gabon, au Mali et en Mauritanie à Etisalat pour 4,2 milliards d'euros, vente conclue en mai 2014.
Vivendi poursuit sa stratégie de recentrage sur les activités de médias et de contenus autour principalement du groupe Canal+ et d'Universal Music Group. Le 5 avril 2014, l’opérateur SFR est vendu à Numericable, pour « une valeur totale supérieure à 17 milliards d’euros ». Selon Jérôme Bonin, analyste chez Natixis, Messieurs Bolloré et de Puyfontaine voudraient ainsi « installer Vivendi parmi les géants mondiaux Disney, ABC, Fox et les autres ».

### L'arrivée de Vincent Bolloré
En juin 2014, l'assemblée générale du groupe valide l'arrivée de Vincent Bolloré à la tête du conseil de surveillance. Arnaud de Puyfontaine est nommé directeur général du groupe.
En septembre 2014, Vivendi annonce la vente de GVT à Telefónica pour 7,2 milliards d'euros, soit 4,66 milliards en liquide, contre une participation de 7,4 % dans Telefonica Brasil et de 5,7 % dans Telecom Italia. L'accord est finalisé en mai 2015.
Lors de l’assemblée générale des actionnaires, du 24 juin 2014, les décisions de la nouvelle direction sont adoptées à près de 90 %, validant ainsi la stratégie du groupe.
En février 2015, Altice annonce son intention d'acquérir les 20 % qu'il ne détient pas et qui appartiennent à Vivendi, dans l'ensemble Numericable-SFR, pour un montant de 3,9 milliards d'euros.
En mars 2015, Scripps Networks Interactive acquiert 52,7 % de l'entreprise polonaise TVN pour 613 millions d'euros à ITI Group et à Canal+ (filiale de Vivendi).
En avril 2015, le groupe annonce son intérêt pour la plateforme de vidéos en ligne Dailymotion, convoité également par Yahoo et le groupe hongkongais PCCW, et entre en négociations exclusives avec Orange dans l'objectif de racheter 80 % du site pour une valeur estimée à 217 millions d'euros. Par ailleurs, le directoire du groupe annonce être parvenu à un accord avec les représentants de P. Schoenfeld Asset Management (PSAM). Selon un communiqué de presse publié sur le site, PSAM « approuvera les résolutions proposées par le Directoire et votera contre la résolution visant à écarter la règle de doublement des droits de vote ».
En septembre 2015, Vivendi acquiert les Studios de Boulogne, où sont enregistrés notamment Le Grand Journal et le Canal Football Club, pour un montant inconnu.
En octobre 2015, Vivendi annonce avoir acquis une participation de 19,9 % dans Telecom Italia. Ce même mois, l'entreprise acquiert également une participation dans les sociétés de jeux vidéo Ubisoft (que son PDG qualifie d'agression) et Gameloft à respectivement 10,39 % et 10,2 % et, en décembre, il annonce avoir acquis 64,4 % du capital de Radionomy Group,. Il augmente ensuite ses participations dans Gameloft à 28,2 %, et à 21,1 % dans Telecom Italia.
En janvier 2016, la participation résiduelle dans Activision Blizzard est cédée pour un montant d'environ un milliard d'euros. En février 2016, Vivendi lance une OPA hostile sur Gameloft.
Le 8 avril 2016, un échange de participation avec Mediaset est annoncé, chaque entreprise prenant 3,5 % de l'autre, l'entreprise française reprenant également intégralement le bouquet de télévision payante Mediaset Premium (jusque-là détenu par Mediaset à 89 % et Telefonica à 11 %) ; le but de l'opération est notamment de contrer Netflix, en mettant en commun leurs activités de vidéo à la demande. Ce partenariat n’aboutira pas. L’acquisition envisagée de Mediaset Premium a donné lieu à un contentieux entre les deux groupes et les propositions de Vivendi visant à trouver une résolution amiable du différend n’ont pas été agréées par Mediaset et son actionnaire Fininvest. Vivendi est alors monté au capital de Mediaset : il en détient aujourd’hui 28,8 %.
En avril 2016, toujours, Vivendi annonce une prise de participation de 15 % dans la Fnac au travers d'une augmentation du capital de cette dernière pour 159 millions d'euros.
Le 30 mai 2016, la réussite de sa prise de contrôle de Gameloft est annoncée, Vivendi possédant 61,71 % du capital de l'entreprise,, puis 100 % du capital en juillet 2016.
En avril 2017, l'Union européenne autorise la prise de contrôle de Vivendi par Bolloré qui détient désormais la majorité à l'assemblée générale de Vivendi, et 29 % des droits de vote.
En mai 2017, le FISC français est condamné à rembourser la somme de 315 millions d'euros à Vivendi. La décision, prise par le tribunal administratif de Montreuil, porte sur la suppression d'une niche fiscale.
En mai 2017, le groupe Vivendi annonce l'acquisition de la participation de 60 % du groupe Bolloré dans Havas Group pour un montant de 2,36 milliards d'euros,,. En novembre 2017, il lance une OPA et une OPRO sur le capital restant pour en détenir 100 %.
Le 21 février 2018, Vivendi revend ses parts dans la start-up Radionomy à son fondateur, Alexandre Saboundjian.
En juillet 2018, le groupe annonce un virage stratégique avec l'acquisition d'Editis, qui compte près de 50 maisons d'éditions (Nathan, Robert Laffont, Julliard, Plon, Belfond, Presses de la Cité, Pocket, Solar…), à l'Espagnol Grupo Planeta. Cette annonce intervient parallèlement à celle d'un désengagement partiel d'Universal Music Group, qui pourrait aller jusqu'à 50 % du capital de la maison de disque.
En janvier 2019, Vivendi annonce avoir acquis 100 % d'Editis. En mars, Vivendi est condamné pour procédure abusive, dans le cadre de l'enquête du journaliste Nicolas Vescovacci. Le même mois, Vivendi vend sa participation résiduelle de 5,9 % dans Ubisoft pour 429 millions d'euros.
En janvier 2020, après six ans de conflit, le groupe remporte une bataille juridique qui l'opposait à l'État français dans le cadre d'une affaire fiscale. Le groupe est ainsi remboursé de 218 millions d'euros.
Le 31 mars 2020, Vivendi a vendu 10 % des actions Universal Music Group, dont la valorisation a été estimée à 30 milliards d'euros, au groupe chinois Tencent, qui a également pris une option pour acquérir 10 % supplémentaire en janvier 2021. Cette opération est finalisée le 29 janvier 2021, ce qui porte la participation de Tencent dans Universal Music Group à 20 %.
Le 21 avril 2020, le groupe Vivendi entre dans le capital du groupe Lagardère, ce qui pourrait lui permettre d'accroître à terme sa présence dans le média radio en France et dans l'édition à l'étranger.
Le 13 décembre 2020, le groupe annonce être entré en négociations exclusives avec Gruner + Jahr pour la cession de Prisma Médias, le leader de la presse magazine en France. Prisma Médias possède de gros titres comme Femme actuelle, Voici, Gala, Geo ou Capital. Cette acquisition, qui pourrait être effective dès le deuxième trimestre 2020, suscite l'inquiétude des journalistes des différentes rédactions, soucieux de l'avenir de leur indépendance au sein du groupe Vivendi. Cette acquisition est faite en mai 2021, pour entre 100 et 120 millions d'euros.
En janvier 2021, Vivendi annonce une prise de participation dans le capital de l'éditeur de presse espagnol Prisa, qui se situe à hauteur de 9,9 %.
En février 2021, Vivendi annonce la scission de Universal Music Group, via la distribution à ses actionnaires d'une participation de 60 % dans ce dernier. Lors de l'assemblée générale, le projet a recueilli 99,98 % des votes. UMG est introduit à la bourse d'Amsterdam le 21 septembre 2021. Vivendi ne détient à cette date qu'une participation de 10,13 % dans le capital d'UMG.
Le 20 avril 2021, le tribunal civil de Milan condamne Vivendi à payer 1,7 million d'euros de dommages et intérêts à l'Italien Mediaset pour ne pas avoir respecté un accord de partenariat,. Le tribunal rejette toutefois deux des trois recours de Mediaset, qui réclamait 3 milliards d'euros de dommages et intérêts,.
En septembre 2021, Amber Capital informe Vivendi de sa volonté de céder la totalité de ses actions Lagardère (17,93 %). Vivendi propose 24,1 euros par action (pour un montant total de 610 millions d'euros) pour une opération qui doit être réalisée d'ici le 15 décembre 2022, sous réserve des autorisations de la Commission européenne et du CSA, pour la prise de contrôle qui résulterait de l'offre publique rendue obligatoire par cette acquisition. Cette offre nécessitera la vente de certaines activités dans l'édition, pour permettre l'approbation des autorités de la concurrence. Le 9 décembre 2021, Vivendi dépose son projet d'OPA sur le groupe Lagardère auprès de l'AMF. Le 9 juin 2022, au terme de son OPA, Vivendi détient 57,3 % des actions du groupe Lagardère.
Le 28 juillet 2022, Vivendi annonce la mise en vente de sa participation de 29,5 % dans Editis par cession d'actions à ses actionnaires, anticipant un refus des autorités de la concurrence à la fusion entre Editis et Lagardère Publishing. Le 14 mars 2023, Vivendi annonce être en négociations exclusives pour le rachat d'Editis par le groupe de presse CMI, et suspend la cession des actions Editis à ses actionnaires. Le 9 juin 2023, Vivendi annonce « avoir obtenu l’autorisation de la Commission européenne de réaliser son projet de rapprochement avec le groupe Lagardère », sous réserve d'une cession de 100 % du capital d'Editis et du magazine Gala. La cession d'Editis au groupe IMI, filiale de CMI, est officialisée le 16 juin 2023.
En 2022, Vivendi rachète une partie du capital de Progressif Media, une société de communication penchant à l'extrême droite, à la fondation chrétienne évangélique ZeWatcher. L'opération viserait à favoriser l'accès aux médias du groupe Bolloré à des influenceurs d’extrême droite.

### Scission du groupe
En décembre 2023, Vivendi annonce réaliser une étude de faisabilité concernant un projet de scission de ses activités en 4 entités : Canal+, Havas, Louis Hachette Group (une société d'édition et de distribution regroupant Lagardère et Prisma Media), et une société d'investissement.
Le 9 décembre 2024, le groupe se scinde en quatre entités, d'une part, les activités restantes au sein de Vivendi, et d'autre part, Louis Hachette Group, Canal+ ainsi qu'Havas, dont les deux dernières cotées à l'étranger,. Le groupe déclarait subir une décote de conglomérat « très élevée », de près de 45 % selon la banque Barclays,. Avant la scission, Vivendi était présent dans plus de 100 pays, coté à la Bourse de Paris où il appartient à l'indice CAC 40. Vivendi était actif dans l'univers des contenus, des médias et de la communication, et l'un des principaux fournisseurs de contenus dans le monde. Il concentrait ses activités notamment autour du groupe de télévision payante groupe Canal+, du groupe de communication Havas, et du Groupe Lagardère.

### Identité visuelle (logo)

Logo du Groupe générale des eaux dans les années 1980.
Logo de la Compagnie générale des eaux dans les années 1990.
Logo de Vivendi de 1998 à 2000.
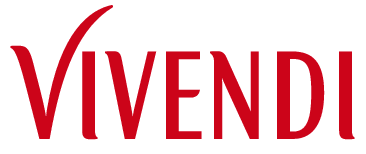
Logo de Vivendi en 2000 avant la fusion avec Universal.
Logo de Vivendi-Universal de 2000 à 2006.
Logo de Vivendi depuis 2006.

## Activités du groupe Vivendi
Vivendi est aujourd’hui un groupe recentré sur la production et la distribution de médias et de contenus, ainsi que sur la communication, notamment numérique (télévision, édition, communication, jeux vidéo).

### Gameloft
Gameloft est une entreprise de développement et d'édition de jeux vidéo. C'est un des leaders mondiaux du secteur des jeux mobiles avec 2,5 millions de jeux téléchargés chaque jour dans plus de 100 pays.
En 2016 et 2017, la société s’est classée en première place des éditeurs de jeux vidéo mobiles sur AppStore et Google Play en comptabilisant plus d‘un milliard de téléchargements dans le monde. Il compte plus de 140 millions de joueurs mensuels.
Vivendi détient 100 % du capital de Gameloft depuis le 26 juillet 2016,.

### Vivendi Village
Vivendi Village est une entité opérationnelle du « nouveau Vivendi » qui emploie 860 personnes à travers le monde. Elle regroupe des activités de services visant à « assurer la production, l’intermédiation et la distribution de contenus ».
Selon le groupe, Vivendi Village vise à la fois à « bâtir la nouvelle identité de l’entreprise et à favoriser l’échange de compétences dans le but de tester des nouveaux business models ». Sur l’année 2018, ce rassemblement d’entreprises innovantes a réalisé un chiffre d’affaires de 123 millions d’euros.
La principale structure de cette branche est Vivendi ticketing qui traite plus de 40 millions de billets par an et contrôle un des leaders du marché de la billetterie. Cette branche se structure autour de plusieurs marques :
- See Tickets (États-Unis, Royaume-Uni, Allemagne, Pays-Bas, Belgique, France)
- InfoConcert.Com
- Zepass
- U Live
- Théâtre de l'Œuvre
- Vivendi Sports
- CanalOlympia (salles de spectacles en Afrique, dont CanalOlympia Wologuèdé)
- Le Petit Olympia

Enfin, Vivendi Village est propriétaire des studios de la Canal Factory et de l’Olympia à Paris via sa filiale Olympia Production. La salle de l'Olympia, classé au patrimoine culturel, accueille plus de 700 000 visiteurs par an.

### Participations
Vivendi possède des participations l'opérateur de télécommunications italien Telecom Italia (23,75 %), deux groupes dont Vivendi est le principal actionnaire. Vivendi possède également des participations dans Mediaset (20,67 %) , FL Entertainment (19,76 %), dans le groupe de presse espagnol Prisa (9,9 %) et dans MultiChoice Group (31,67 %). Vivendi conserve également une participation à hauteur de 10,13 % dans son ancienne filiale UMG. Le groupe est actionnaire à 32,9 % de la société de production Banijay Entertainment.
Vivendi possède également des parts de la société de distribution BAC Films.
Vivendi est un des principaux actionnaires du CA Brive et son premier sponsor.

## Anciennes activités

### Télécommunications
L'arrivée de Vivendi dans la téléphonie date de 1987 et coïncide avec la création de SFR. Le groupe s'est ensuite diversifié dans la téléphonie fixe (Le 7 de Cegetel), la radiomessagerie (TamTam), et l'accès Internet (AOL France) et a regroupé l'ensemble de ses activités au sein de Cegetel. C'est en 2005 que l'ensemble des activités françaises a été regroupée sous la bannière SFR, qui auparavant ne concernait que la téléphonie mobile. L'activité téléphonie à l'étranger a démarré en 2001, avec une prise de participation de 35 % dans le capital de Maroc Telecom.

#### SFR
SFR est le second opérateur de télécommunications en France. Deuxième opérateur de télécoms mobile et fixe en France, il était détenu à 100 % par Vivendi jusqu'en 2014 ; SFR était fortement contributeur au résultat et à la trésorerie de Vivendi (38 % du CA et 30 % du résultat net).
Le 30 avril 2013, à l’occasion de l’Assemblée générale du groupe, le président du conseil de surveillance de Vivendi, Jean-René Fourtou, déclare que « nous pourrions procéder à une mise en bourse ultérieure de SFR. La décision cependant n’est pas prise et ne saurait être réalisée à court terme ».
Le 11 septembre 2013, à la suite d'un accord entre Jean-René Fourtou et Vincent Bolloré qui conduit ce dernier au poste de vice-président du conseil de surveillance, il est prévu que la société SFR prenne son indépendance à l'occasion d'une introduction en Bourse. Le 14 mars 2014, le groupe Vivendi entre en négociations exclusives avec Altice (Numericable) pour la vente de SFR. Le 5 avril 2014, le groupe Vivendi annonce avoir choisi Altice pour la vente de SFR. La finalisation de la vente est actée en novembre 2014.

#### GVT
Racheté en 2009, Global Village Telecom (GVT) est le premier opérateur alternatif de télécommunications au Brésil.
Au début de l’année 2013, le groupe tente de vendre la société dans le cadre de sa revue stratégique, mais en mai 2013, le directeur financier de Vivendi, Philippe Capron, annonce que le groupe préfère la conserver, afin de la développer et d’accroître sa valeur.
Cependant, en août 2014, des négociations exclusives sont engagées avec Telefónica en vue de lui céder cette filiale, en échange des 8,3 % dans Telecom Italia détenues par l'entreprise espagnole, ; la vente est finalisée en mai 2015.
La participation de Vivendi dans Telecom Italia monte à 14,9 % en juin 2015, à 19,9 % fin septembre 2015, puis à 21,1 % en janvier 2016.

### Fnac Darty
Le 11 avril 2016, le groupe Vivendi annonce son entrée dans le capital du groupe Fnac Darty. En février 2018, il en détenait 11,05 %. Vivendi sort du capital de Fnac Darty en juillet 2018.

### Universal Music Group
Vivendi a annoncé en juillet 2018 un désengagement partiel d'Universal Music Group, pouvant aller jusqu'à 50 % du capital de la maison de disque. Puis, en février 2021, Vivendi a annoncé la scission de Universal Music Group, via la distribution à ses actionnaires d'une participation de 60 % dans ce dernier. En septembre 2021, Vivendi a lancé le processus d'introduction en bourse de sa filiale Universal Music Group. Vivendi détient 10 % d'Universal Music Group.

### Groupe Canal+
Groupe Canal+ est le pôle Télévision et Cinéma du groupe. Il est le premier groupe de télévision payante en France. Il est leader dans l'édition de chaînes de télévision premium et thématiques et dans l'agrégation et la distribution d'offres de télévision payante. Pionnier des nouveaux usages télévisuels, il est également un acteur de référence dans la production et la distribution de films et de séries. Ainsi, la série Les Revenants s'exporte dans de nombreux pays dont les États-Unis, où elle remporte l'International Emmy Awards 2013 de la meilleure série dramatique.
Depuis le 5 novembre 2013, Vivendi a acquis auprès de Lagardère SCA sa participation de 20 % au capital de Canal+ France, devenu le Groupe Canal+ SA.
En 2021, Canal+ a annoncé son ambition d'avoir 30 millions d'abonnés d'ici 5 ans.
Ce groupe a pour filiales à 100 % :
- Les chaînes gratuites de la TNT : C8, CStar, et CNews
- Studiocanal
- MyCanal, Canal VOD
- Canal+ Brand solutions
- La chaîne Canal+ et toutes ses variantes (Canal+ Cinéma, Canal+ Sport, Canal+ Séries, Canal+ Family, Canal+ Décalé), regroupées au sein de la Société d'Édition de Canal+ (SECP) (48 %)
- K+ Vietnam (50 %)
- Canal+ (opérateur de télévision, ex Canalsat) (100 %)
- Canal+ International (Canal+ Calédonie, Canal+ Caraïbes, Canal+ Réunion, Canal+ Afrique et la société de chaînes francophones internationales Thema)
- Canal+ Distribution (100 %)
- MultiThématiques (100 %) (Ciné+, Planète+, Télétoon+, Piwi+, Foot+, Comédie+, Infosport+, Seasons, Olympia TV)
- Canal+ Polska (ex-Canal+ Cyfrowy puis ITI Neovision) (51 % avec Liberty Global et TVN) (les chaînes et la plateforme TV Canal+, et des chaînes de télévision thématiques)
- Canal+ Myanmar[128]
- M7[129] (Télésat, TV Vlaanderen, Canal Digitaal, Focus Sat, UPC Direct)
- Copyrights Group

### Havas
Havas est un groupe français de conseil en communication, principalement avec l'agence de publicité Havas Worldwide – anciennement Euro RSCG, Arnold Worldwide aux États-Unis – et d'achat d'espace média, principalement avec Havas Media.
Havas est en 2017 le sixième groupe publicitaire à l'échelle mondiale.
En mai 2017, le groupe Vivendi annonce l'acquisition de la participation de 60 % du groupe Bolloré dans Havas pour un montant de 2,36 milliards d'euros,, en cas de réussite de cette opération, les 40 autres pourcents de Havas devrait être repris également par Vivendi, pour un total de 3,881 milliards d'euros,.
Le 5 octobre 2017, Vivendi annonce le résultat définitif de son OPA sur le groupe. Sa part passe alors à 94,75 % du capital et 94,73 % des droits de vote. À 9,25 € par action, l’opération a coûté 1,39 milliard d’euros à Vivendi. Vivendi possède désormais 100 % de Havas.

### Prisma Media
Prisma Media est une entreprise française de presse spécialisée, créée en 1980 et rachetée en 2021 par Vivendi. Prisma Media est le leader français de la presse magazine avec des publications de presse féminine, télé et des mensuels :
- Cuisine Actuelle
- Femme Actuelle
- Prima
- Simone
- Voici
- GEO
- Ça m'intéresse
- National Geographic
- Neon
- Capital
- Management (magazine)
- Harvard Business Review France
- Miaou Magazine
- Télé Loisirs
- Télé 2 semaines
- TV Grandes chaînes
- Les clés de mon énergie
- Mortelle Adèle

Cette société a été cédée à la nouvelle société issue de la scission de Vivendi, Louis Hachette Group.

### Participation dans Largadère News
Vivendi possédait des participations dans le Groupe français Lagardère (57,66 %) , qui ont été cédés à la nouvelle société issue de sa scission, Louis Hachette Group.

## Direction de l'entreprise

### Présidents et administrateurs du groupe
- Fondateurs assemblée générale constitutive 23/27 juillet 1853 : Louis Napoléon Lannes duc de Montebello, vice-président, Henri de Pourtalès-Gorgier, Henri d'Avigdor, Jean Germain Henri Nouton, Joseph-Xavier de Lizardi, Auguste Dassier, John Masterman, John Sadleir, major J.-A. Moore, Joseph Paxton.
- Henri Siméon (1803-1874), comte de l'Empire, préfet et député, cofondateur, premier président de 1853 à 1861.
- Edward Blount (1809-1905), administrateur en 1853, 2e président de 1861 à 1902, fondateur en 1864 puis président de la Société Générale de 1886 à 1901.
- Barthélemy Prosper Enfantin dit le Père Enfantin (1796-1864), X 1813, administrateur et directeur de 1853 à sa mort.
- Rodolphe Hottinguer (1835-1920), régent de la Banque de France, vice-président de la Compagnie du PLM et de la Caisse d’Épargne, président de la Banque impériale ottomane, administrateur en 1860 puis président de la Générale des Eaux de 1902 à 1920.
- Comte Foy, administrateur de 1876 à 1907, apparenté aux Pillet-Will et aux Gérard.
- Comte Frédéric Pillet-Will, gendre du comte Foy, administrateur en 1907.
- Albert Mallet, administrateur en 1879, Vice-président de 1902 à 1924 puis remplacé par Jacques Mallet.
- Alexandre Gérard (1819-1899), ingénieur civil, vice-président de Saint-Gobain, administrateur de la Générale des Eaux de 1879 à 1889, père du suivant :
- Alphonse Gérard (1861-1945), X 1879, président de Saint-Gobain, administrateur en 1889, président de 1920 à 1945, père du suivant :
- Robert Gérard (1899-1998), X-Mines, commandeur de la Légion d'honneur, administrateur puis président de 1946 à 1972.
- Georges Huvelin (mort en 1976), X-Ponts et école des Langues Orientales : 1972-1976
- Guy Dejouany : X-Ponts et Chaussées 1976-1996
- Jean-Marie Messier : X-ENA, 1996 - juillet 2002
- Jean-René Fourtou : X60, 2002-2005
- Jean-Bernard Lévy : X-Télécom, 2005-2012
- Jean-François Dubos : 2012-2014
- Arnaud de Puyfontaine : 2014-

### Conseil de surveillance
Le conseil de surveillance est composé de douze membres. Le montant annuel des jetons de présence alloués au conseil de surveillance est fixé à 1,5 million d'euros à compter de l'exercice 2008.
- Yannick Bolloré (président du conseil de surveillance)
- Philippe Bénacin (vice-président du conseil de surveillance)
- Cyrille Bolloré
- Paulo Cardoso
- Sébastien Bolloré
- Véronique Driot-Argentin
- Aliza Jabès
- Cathia Lawson-Hall
- Virginie Morgon
- Sandrine Le Bihan
- Michèle Reiser
- Katie Stanton

## Données financières
| Années                              | 2022  | 2021                         | 2020   | 2019   | 2018   | 2017   | 2016   | 2015   | 2014   | 2013   | 2012   | 2011   | 2010   | 2009   | 2008   | 2007   | 2006   | 2005   | 2004   |
| ----------------------------------- | ----- | ---------------------------- | ------ | ------ | ------ | ------ | ------ | ------ | ------ | ------ | ------ | ------ | ------ | ------ | ------ | ------ | ------ | ------ | ------ |
| Chiffre d’affaires                  | 9 595 | 9 572                        | 16 090 | 15 898 | 13 932 | 12 444 | 10 819 | 10 762 | 10 089 | 22 135 | 22 577 | 28 813 | 28 878 | 27 132 | 25 392 | 21 657 | 20 044 | 19 484 | 17 883 |
| · SFR                               | -     | -                            | -      | -      | -      | -      | -      | -      | -      | 10 199 | 11 288 | 12 183 | 12 577 | 12 425 | 11 553 | 9 018  | 8 678  | 8 687  | –      |
| · Universal Music                   | -     | -                            | 7 432  | 7 159  | 6 023  | 5 673  | 5 267  | 5 108  | 4 557  | 4 886  | 4 544  | 4 197  | 4 449  | 4 363  | 4 650  | 4 870  | 4 955  | 4 893  | –      |
| · Groupe Canal+                     | 5 870 | 5 770                        | 5 498  | 5 268  | 5 166  | 5 198  | 5 253  | 5 513  | 5 456  | 5 311  | 5 013  | 4 857  | 4 712  | 4 553  | 4 554  | 4 363  | 3 630  | 3 452  | –      |
| · Maroc Telecom                     | -     | -                            | -      | -      | -      | -      | -      | -      | -      | -      | 2 689  | 2 739  | 2 835  | 2 694  | 2 601  | 2 456  | 2 053  | 1 860  | –      |
| · Vivendi Games/Activision Blizzard | 4 873 | 4 394                        | -      | -      | -      | -      | -      | -      | -      | -      | 3 768  | 3 432  | 3 330  | 3 038  | 2 091  | 1 018  | 804    | 641    | –      |
| · Havas                             | 2 765 | 2 341                        | 2 137  | 2 378  | 2 319  | 1 211  | -      | -      | -      | -      | -      | -      | -      | -      | -      | -      | -      | -      | -      |
| · Gameloft                          | 321   | 265                          | 253    | 259    | 293    | 320    | -      | -      | -      | -      | -      | -      | -      | -      | -      | -      | -      | -      | -      |
| · Vivendi Village                   | 238   | 104                          | 40     | 141    | 123    | 109    | -      | -      | -      | -      | -      | -      | -      | -      | -      | -      | -      | -      | -      |
| · Nouvelles Initiatives             | 122   | 89                           | 65     | 71     | 66     | 51     | -      | -      | -      | -      | -      | -      | -      | -      | -      | -      | -      | -      | -      |
| · Editis                            | -     | 856                          | 725    | 687    | -      | -      | -      | -      | -      | -      | -      | -      | -      | -      | -      | -      | -      | -      | -      |
| · Prisma Media                      | 320   | 194 (à partir du 01/06/2021) | -      | -      | -      | -      | -      | -      | -      | -      | -      | -      | -      | -      | -      | -      | -      | -      | -      |
| EBITDA                              | 868   | 690                          | 1 627  | 1 526  | 1 288  | 969    | 1 378  | 999    | 2 433  | 3 163  | 5 860  | 5 726  | 5 390  | 4 953  | 4 721  | 4 370  | 3 985  | 3 504  |        |
| Résultat net part du groupe         | 1010  | 24692                        | 1440   | 1583   | 127    | 1216   | 1256   | 942    | 999    | 1 967  | 179    | 2 681  | 2 198  | 830    | 2 603  | 2 625  | 4 033  | 3 154  | 3 767  |

Vivendi bénéficie du régime fiscal du bénéfice mondial consolidé, accordé en août 2004 par Bercy, renouvelé pour une durée de trois ans le 13 mars 2009.

## Communication

### Lobbying auprès des institutions de l'Union européenne
Vivendi est inscrit depuis 2009 au registre de transparence des représentants d'intérêts auprès de la Commission européenne. Le groupe déclare en 2017 pour cette activité des dépenses d'un montant compris entre 200 000 et 300 000 euros.

### Lobbying aux États-Unis
Selon le Center for Responsive Politics, les dépenses de lobbying de Vivendi aux États-Unis s'élèvent en 2017 à 1 810 000 dollars.

## Principaux actionnaires
Au 7 novembre 2023 :
| Bolloré                           | 31,71 % |
| Autodétention et autocontrôle     | 8,14 %  |
| The Vanguard Group                | 2,30 %  |
| Norges Bank Investment Management | 1,50 %  |